# Tazza (Einheit)
Die Tazza war ein ägyptisches Volumenmaß in Nubien und bedeutet so viel wie Körbchen. Man verstand unter Tazza die Menge, die zwei aneinandergelegte hohlgeformte Hände aufnehmen konnten. Das Maß für eine Hand war die Selga. Hier wurde die Menge gemessen, die auf eine flache Erwachsenenhand gehäuft geschüttet werden konnte. 
- 8 Tazza/Tazzen = 1 Mid